# Giải Hannah Arendt
Giải Hannah Arendt về tư tưởng chính trịlà một giải được phát cho các cá nhân đại diện cho truyền thống của nhà lý thuyết chính trị Hannah Arendt, đặc biệt mà có liên quan tới chủ nghĩa toàn trị. Nó được lập ra bởi Quỹ Heinrich Böll (thuộc Liên minh 90/Đảng Xanh) và chính phủ Bremen vào năm 1995, và được lựa chọn bởi một ban giám khảo quốc tế.

## Nhữn người đoạt giải
- 2014 cùng đoạt giải bởi Nadezhda Tolokonnikova và Maria Alyokhina của Pussy Riot, và nhà văn Ukrainia Yuri Andrukhovych[1]
- 2013 Timothy Snyder[2]
- 2012 Yfaat Weiss
- 2011 Navid Kermani[3]
- 2010 François Jullien
- 2009 Kurt Flasch
- 2008 Victor Zaslavsky
- 2007 Tony Judt
- 2006 Julia Kristeva
- 2005 Vaira Vike-Freiberga
- 2004 Ernst-Wolfgang Böckenförde
- 2003 Michael Ignatieff
- 2002 Gianni Vattimo
- 2001 Ernst Vollrath và Daniel Cohn-Bendit
- 2000 Yelena Bonner
- 1999 Massimo Cacciari
- 1998 Antje Vollmer và Claude Lefort
- 1997 Freimut Duve và Joachim Gauck
- 1996 François Furet
- 1995 Ágnes Heller